# Aarhus Tigers 2019
Questa voce raccoglie le informazioni riguardanti gli Aarhus Tigers nelle competizioni ufficiali della stagione 2019.

## Prima squadra

### Roster
| Roster degli Aarhus Tigers (2019) |
| --- |
| Quarterback - 11 Isaiah Weed - 14 Troels Behrenthz Andersen - 16 Lasse Thorsø Nielsen Running Back - 3 Rickey Stevens - 21 Lasse Strangholt Lykke - 24 Jakob Ringsholt Michaelsen Wide Receiver - 2 Hjalte Søndergaard Jakobsen - 4 Jakob Scocska Karkov - 15 Frederik Daugaard Andersen - 18 Tobias Wiedemann - 80 Jonas Østvand Matthiesen WR/DB - 85 Chris Nielsen - 87 Oguzhan Avci WR/RB Tight End - 1 Mark Kleinsøe Offensive Linemen - 58 Jonatan Bundgaard-Nielsen - 59 Timm Hjaltalin Bertelsen - 60 Mads Christian Højen - 64 Jonas Petersen - 70 Stefan Numi Stefansson - 72 Uwe Christiansen - 74 Andreas Lund Olling - 75 Troels Vendelbo Defensive Linemen - 44 Patric Vind Lübker - 47 Max Nødskov Møller - 55 Jan Mønsted Jensen - 67 Peter Bidstrup - 76 Emil Bo Andersen - 78 Glen Larsen - 81 Chris Rasmussen - 90 Peder Kjær Nielsen - 92 Christopher Gammelmark Muurholm - 99 Simon Yde Thomsen Linebacker - 5 Timmi Rysgaard - 6 Laurits Frølund Mortensen - 23 Nikolas Sten Knudsen - 33 Lau Blaabjerg Hartoft - 50 Marco Busk Jørgensen - 84 William Therkildsen - 95 Andreas Worm Defensive Back - 9 Milos Ilic - 10 Christian Brødsgaard - 20 Marko Ilic - 29 Jacob Galsgaard - 30 Anders Møller Iversen - 31 Thor Vestergaard - 35 Hjalmar Skøt Nielsen Special Team |

### Nationalligaen 2019

#### Stagione regolare
| Viby J 6 aprile 2019, ore 14:00 | Aarhus Tigers | 39 – 0 referto | Odense Badgers | Bøgeskov Idrætsanlæg |

| Viby J 13 aprile 2019, ore 14:00 | Aarhus Tigers | 8 – 40 referto | Copenhagen Towers | Bøgeskov Idrætsanlæg |

| Aalborg 22 aprile 2019, ore 14:00 | AaB 89ers | 26 – 12 (0-0 14-0 6-0 6-12) referto | Aarhus Tigers | AaB´s anlæg |

| Gentofte 25 maggio 2019, ore 15:00 | Copenhagen Towers | 49 – 20 referto | Aarhus Tigers | Gentofte Sportspark |

| Viby J 1º giugno 2019, ore 14:00 | Aarhus Tigers | 50 – 0 (a tavolino) referto | Frederikssund Oaks | Bøgeskov Idrætsanlæg |

| Vejle 16 giugno 2019, ore 14:00 | Triangle Razorbacks | 16 – 6 referto | Aarhus Tigers | Vejle Atletikstadion |

| Odense 22 giugno 2019, ore 14:00 | Odense Badgers | 8 – 62 referto | Aarhus Tigers | Bolbroparken |

| Viby J 17 agosto 2019, ore 14:00 | Aarhus Tigers | 26 – 41 referto | Triangle Razorbacks | Bøgeskov Idrætsanlæg |

| Viby J 1º settembre 2019, ore 14:00 | Aarhus Tigers | 48 – 38 referto | AaB 89ers | Bøgeskov Idrætsanlæg |

| Nærum 7 settembre 2019, ore 16:00 | Søllerød Gold Diggers | 48 – 28 referto | Aarhus Tigers | Rundforbi Stadion |

#### Playoff
| Aalborg 14 settembre 2019, ore 14:00 | AaB 89ers | 60 – 34 referto | Aarhus Tigers | AaB´s anlæg |

### Statistiche di squadra
| Competizione      | %Vittorie | In casa | In casa | In casa | In casa | In casa | In casa | In trasferta | In trasferta | In trasferta | In trasferta | In trasferta | In trasferta | Totale | Totale | Totale | Totale | Totale | Totale |
| Competizione      | %Vittorie | G       | V       | N       | P       | Pf      | Ps      | G            | V            | N            | P            | Pf           | Ps           | G      | V      | N      | P      | Pf     | Ps     |
| ----------------- | --------- | ------- | ------- | ------- | ------- | ------- | ------- | ------------ | ------------ | ------------ | ------------ | ------------ | ------------ | ------ | ------ | ------ | ------ | ------ | ------ |
| Stagione regolare | .400      | 5       | 3       | 0       | 2       | 171     | 119     | 5            | 1            | 0            | 4            | 128          | 147          | 10     | 4      | 0      | 6      | 299    | 266    |
| Playoff           | .000      | 0       | 0       | 0       | 0       | 0       | 0       | 1            | 0            | 0            | 1            | 34           | 60           | 1      | 0      | 0      | 1      | 34     | 60     |
| Totale            | .364      | 5       | 3       | 0       | 2       | 171     | 119     | 6            | 1            | 0            | 5            | 162          | 207          | 11     | 4      | 0      | 7      | 333    | 326    |

## Seconda squadra

### Roster
| Roster degli Aarhus Tigers II (2019) |
| --- |
| Quarterback - Mathias Lilhauge - 7 Troels Kjeldsen Running Back - Martin Ferdinand Møller Wide Receiver - Tobias Hammershøj - Steffen Viller Jensen - 12 Mikkel Just Christensen - 15 Alexander Jørgensen - 80 Jonas Østvand Matthiesen WR/DB Offensive Linemen - Jon Meineche OL/DL - 61 Nickolai Lyngaa Kalsmose Defensive Linemen - 56 Ralf Gerlach - 67 Peter Bidstrup Linebacker - 42 Claus Sperling Defensive Back - Marco Rysgaard - Jens Koed CB - 91 Casper Gammelmark Muurholm CB Special Team , * Ole Morsing - Emil Bernth - Casper Hansen - Patrick Leth - Simon Iversen - Michael Sinding - Peter Rosenberg - Sanjin Slamnjakovic - Mads Kejser - Aksel Timmermann - Jonn Mathews - Andreas Busk Becker - Kenneth Gravgaard - Daniel Harboe Friis nella squadra d'allenamento |

### Danmarksserien 2019

#### Prima fase
| Viby J 7 aprile 2019, ore 14:00 | Aarhus Tigers II | 32 – 14 referto | Svendborg Admirals | Bøgeskov Idrætsanlæg |

| Kolding 20 aprile 2019, ore 14:00 | Middelfart Stingers /Kolding Guardians | 28 – 6 referto | Aarhus Tigers II | Bakkeskolen |

| Herning 28 aprile 2019, ore 14:00 | Herning Hawks | 20 – 22 referto | Aarhus Tigers II | Herning Atletikstadion |

| Vejle 10 maggio 2019, ore 14:00 | Triangle Razorbacks II | 0 – 36 referto | Aarhus Tigers II | Vejle Atletikstadion |

| Horsens 30 maggio 2019, ore 14:00 | Horsens Stallions | 6 – 36 referto | Aarhus Tigers II | Dagnæs Stadion |

| Viby J 16 giugno 2019, ore 14:00 | Aarhus Tigers II | 28 – 0 referto | Holstebro Dragons/ AaB 89ers II | Bøgeskov Idrætsanlæg |

| Viby J 23 giugno 2019, ore 14:00 | Aarhus Tigers II | 12 – 62 referto | Randers Rednex | Bøgeskov Idrætsanlæg |

#### Seconda fase
| Horsens 18 agosto 2019, ore 14:00 | Horsens Stallions | 50 – 0 referto | Aarhus Tigers II | Dagnæs Stadion |

| Viby J 25 agosto 2019, ore 14:00 | Aarhus Tigers II | 22 – 0 referto | Herning Hawks | Bøgeskov Idrætsanlæg |

| Viby J 8 settembre 2019, ore 14:00 | Aarhus Tigers II | 0 – 50 (a tavolino) referto | Randers Rednex | Bøgeskov Idrætsanlæg |

| Hvidovre 14 settembre 2019, ore 14:00 | Avedøre Monarchs | 50 – 0 (a tavolino) referto | Aarhus Tigers II | Hvidovre Gymnasium |

### Statistiche di squadra
| Competizione | %Vittorie | In casa | In casa | In casa | In casa | In casa | In casa | In trasferta | In trasferta | In trasferta | In trasferta | In trasferta | In trasferta | Totale | Totale | Totale | Totale | Totale | Totale |
| Competizione | %Vittorie | G       | V       | N       | P       | Pf      | Ps      | G            | V            | N            | P            | Pf           | Ps           | G      | V      | N      | P      | Pf     | Ps     |
| ------------ | --------- | ------- | ------- | ------- | ------- | ------- | ------- | ------------ | ------------ | ------------ | ------------ | ------------ | ------------ | ------ | ------ | ------ | ------ | ------ | ------ |
| Prima fase   | .714      | 3       | 2       | 0       | 1       | 72      | 76      | 4            | 3            | 0            | 1            | 100          | 54           | 7      | 5      | 0      | 2      | 172    | 130    |
| Seconda fase | .250      | 2       | 1       | 0       | 1       | 22      | 50      | 2            | 0            | 0            | 2            | 0            | 100          | 4      | 1      | 0      | 3      | 22     | 150    |
| Totale       | .545      | 5       | 3       | 0       | 2       | 94      | 126     | 6            | 3            | 0            | 3            | 100          | 154          | 11     | 6      | 0      | 5      | 194    | 280    |